# Liste der Baudenkmäler in Tüßling

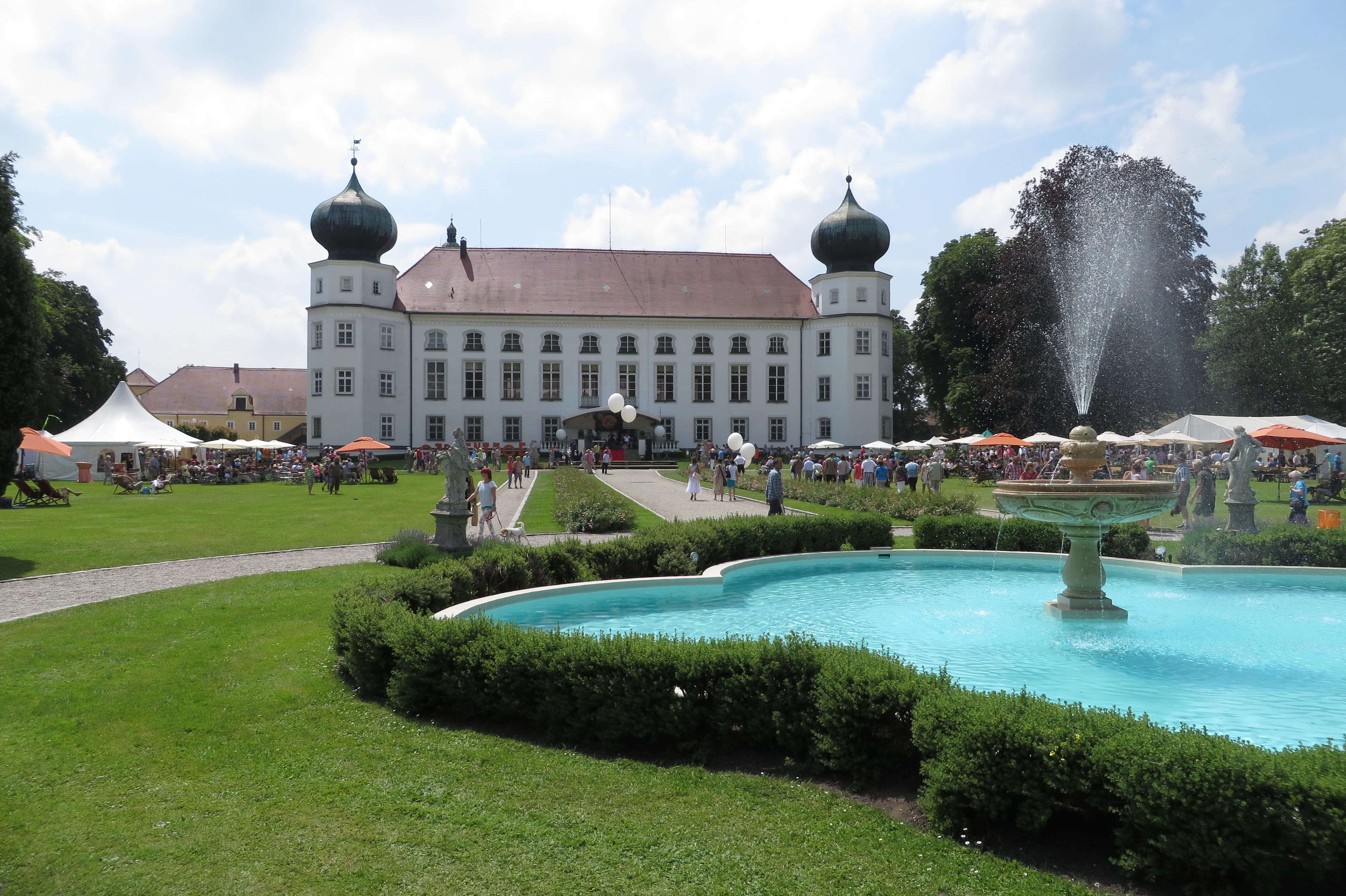
Veranstaltung im Park von Schloss Tüßling

Auf dieser Seite sind die Baudenkmäler in dem oberbayerischen Markt Tüßling zusammengestellt. Diese Tabelle ist eine Teilliste der Liste der Baudenkmäler in Bayern. Grundlage ist die Bayerische Denkmalliste, die auf Basis des Bayerischen Denkmalschutzgesetzes vom 1. Oktober 1973 erstmals erstellt wurde und seither durch das Bayerische Landesamt für Denkmalpflege geführt wird. Die folgenden Angaben ersetzen nicht die rechtsverbindliche Auskunft der Denkmalschutzbehörde.

## Baudenkmäler nach Ortsteilen

### Tüßling–Ensemble Schloss mit Marktplatz
Aktennummer: E-1-71-133-1

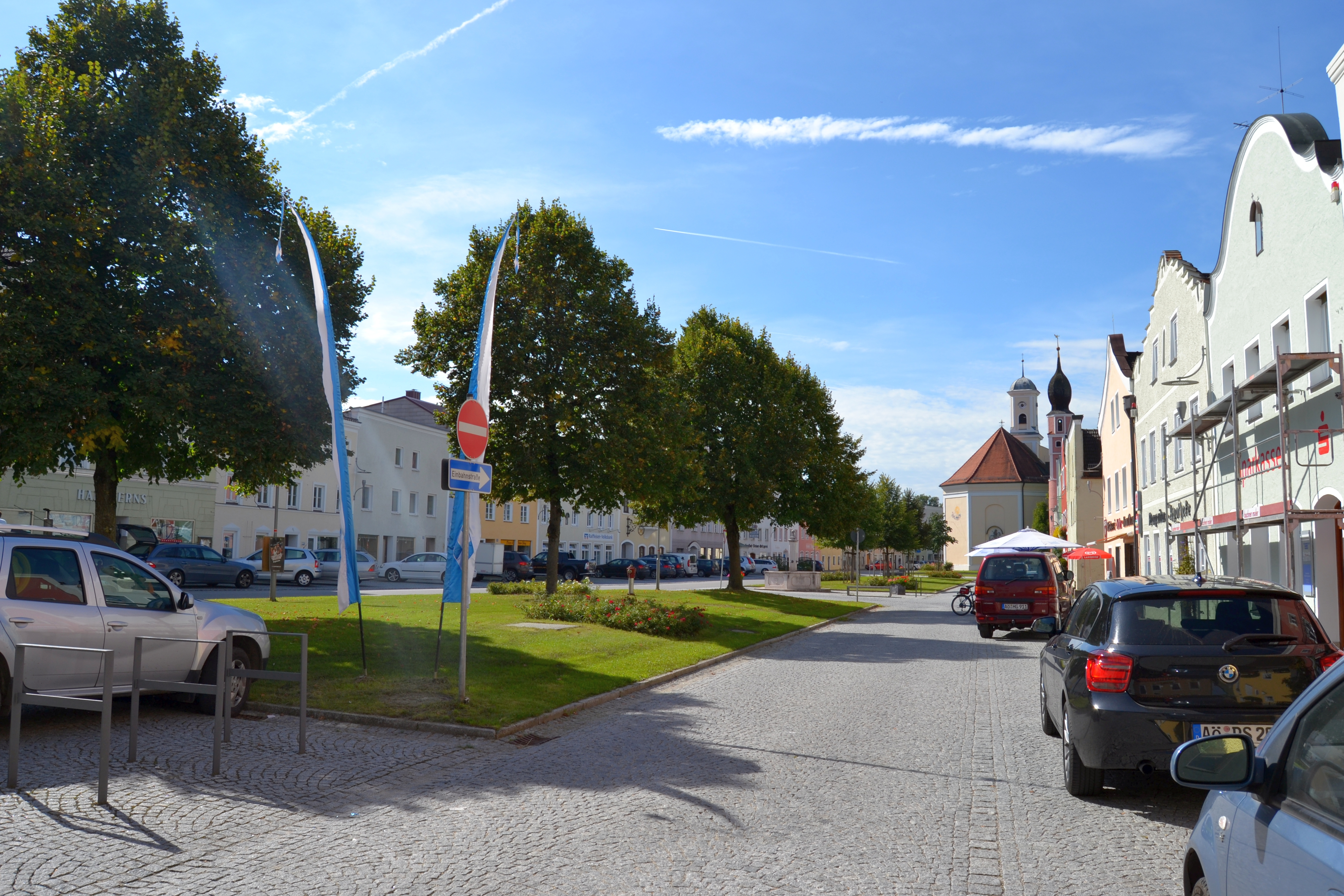
Marktplatz in Tüßling

Das Ensemble umfasst den wohl im 14. Jahrhundert in Ost-West-Richtung angelegten Straßenmarkt mit der frei auf dem Platz stehenden Kirche St. Georg von 1725/26 und den Komplex des im Nordwesten anschließenden Schlosses. Markt und Schloss bilden den Kern der ehemaligen Hofmark Tüßling. 
Die Einmaligkeit des Ensembles gestaltet sich aus einem besonderen Zusammenwirken der Epochen Gotik und Barock. Der 927 urkundlich erstmals erwähnte, 730 jedoch schon mit einem Meierhof versehener Ort erhielt zwischen 1373 und 1379 das Marktrecht und schuf die spätgotische Anlage des Marktplatzes mit einer völlig geschlossenen, leicht gekrümmten südlichen Häuserzeile und einer zur Hälfte offen gebliebenen Nordflanke, um sich dem dort gelegenen alten Ansitz zuzuordnen. Dieser wurde 1583 in seiner Würde gehoben durch den Neubau eines vierflügeligen Wasserschlosses. 
Eine Uminterpretierung dieser polarisierenden Zweiheit Schloss-Markt brachte der Barock durch die Errichtung der Georgskirche als Angelpunkt und neuer Mitte. Das seelsorgliche Bedürfnis, dass die Einwohner ihre Pfarrkirche St. Rupert in Burgkirchen a. Wald oder die bequemer gelegene Wallfahrtskirche Heiligenstatt bei den Überschwemmungen des Mörnbaches nur schwer erreichten, war dem gräflichen Ehepaar von Wartenberg Anstoß zur großherzigen Stiftung der Kirche. Die Auswahl der einzigartigen Stelle frei auf dem Platz war ein Akt souveräner Gestaltung, da kein Vorgängerbau vorhanden war, der eine Wiederbesetzung der Stelle verlangt hätte. Der Neubau wurde bewusst an diesen Zentralpunkt gesetzt, wo er dem östlichen Platzteil Geschlossenheit, dem westlichen die Überleitung zum Schloss und diesem den Anblick einer baulichen Dominante im Marktbild zu vermitteln vermochte; der Bau ist somit einheitsstiftendes Zeichen aus ideellem und merkantilem Bestreben des 18. Jahrhunderts.
Eine Revision des gotischen Platzbildes verursachte ein Brand in der 2. Hälfte des 18. Jahrhunderts. Die innen zum Platz hin gelegenen Gärten wurden nach außen verlegt und der Mörnbach als Vorsorgemaßnahme in einem hochkanalisierten Bachbett durch den Ort umgeleitet. In der lückenlosen Reihung der zwei- und dreigeschossigen, meist giebelständigen Geschäfts- und Wohnhäuser mit waagrechten Vorschussmauern oder flachen, getreppten bzw. geschweiften Giebeln zeigt sich trotz einiger Fassadenüberarbeitungen im 19. und 20. Jahrhundert noch heute der Charakter der Inn-Salzach-Städte.

### Tüßling
| Lage                          | Objekt                                           | Beschreibung | Akten-Nr.     | Bild                                             |
| ----------------------------- | ------------------------------------------------ | --- | ------------- | ------------------------------------------------ |
| Am Bahnhof 2 (Standort)       | Ehemaliges Stationsgebäude des Bahnhofs Tüßling, | eingeschossiger Giebelbau mit hohem Satteldach und beidseitigen niedrigeren Annexbauten mit abgewalmten Dächern, Erdgeschosszone im Mittelteil zum Teil hinter Pfeilerstellung zurückgesetzt, erbaut 1908 | D-1-71-133-51 | Ehemaliges Stationsgebäude des Bahnhofs Tüßling, |
| Bachstraße 12 (Standort)      | Wohnhaus                                         | Zweigeschossiger Satteldachbau, wohl noch zweite Hälfte 18. Jahrhundert | D-1-71-133-2  | Wohnhaus                                         |
| Elisabethstraße 41 (Standort) | Vierseithof                                      | Nördlich Wohnstallhaus, Tuffquader- und Ziegelbau, unverputzt, mit Flachsatteldach, bezeichnet mit dem Jahr 1863; östlich Stallbau, hofseitig mit Bundwerk-Obergeschoss, bezeichnet mit dem Jahr 1843; südlich Bundwerkstadel, um 1840 | D-1-71-133-4  | weitere Bilder                                   |
| Marktplatz 1 (Standort)       | Ehemaliges Wasserschloss                         | regelmäßige dreigeschossige Vierflügelanlage um einen quadratischen Innenhof, hofseitig mit dreigeschossigen Arkaden, viergeschossige Ecktürme, im Nordflügel barocker Festsaal, erbaut um 1583 durch Johann Veit von Törring; Schlosskapelle St. Veit, im Ostflügel, erstes Viertel 17. Jahrhundert, nach Brand 1707 wiederhergestellt; mit Ausstattung; Ökonomiehof, vierseitig umbaut durch massive Gebäude mit Walmdach, nördlich und östlich Stallungen, 17./18. Jahrhundert, südlich Torbau, mit eckturmartigen Ausbauten, wohl 17. Jahrhundert; Brauerei, um 1900; Schlosspark, Anlage des 18. Jahrhunderts, mit Gartenfiguren; Schlossmauer | D-1-71-133-6  | weitere Bilder                                   |
| Marktplatz 2 (Standort)       | Ehemaliges Hofmarksrichterhaus, jetzt Rathaus    | Eckbau mit Eckturm, Grabendach hinter Vorschussmauern, zweite Hälfte 16. Jahrhundert, Turm später | D-1-71-133-7  | weitere Bilder                                   |
| Marktplatz 25 (Standort)      | Wohn- und Geschäftshaus                          | Dreigeschossiger Bau mit Schweifgiebel, rückseitig zweigeschossiger Anbau, im Kern 17./18. Jahrhundert, Fassade um 1900 erneuert | D-1-71-133-9  | Wohn- und Geschäftshaus                          |
| Marktplatz 26 (Standort)      | Gasthof und Metzgerei                            | Dreigeschossiger Bau mit Schweifgiebel, wohl 18. Jahrhundert, Fassade um 1900 erneuert | D-1-71-133-10 | Gasthof und Metzgerei                            |
| Marktplatz 27 (Standort)      | Wohn- und Geschäftshaus                          | Dreigeschossiger Bau mit Schweifgiebel, wohl 18. Jahrhundert, Fassade um 1900 erneuert | D-1-71-133-11 | Wohn- und Geschäftshaus                          |
| Marktplatz 29 (Standort)      | Wohnhaus                                         | dreigeschossiger Bau mit Flachsatteldach und Vorschußmauer, 2. Hälfte 18. Jh. | D-1-71-133-52 | BW                                               |
| Marktplatz 40 (Standort)      | Katholische Pfarrkirche St. Georg                | barocke Wandpfeilerkirche, mit Dachreiter, 1726; mit Ausstattung | D-1-71-133-5  | weitere Bilder                                   |
| Nähe Kapellenweg (Standort)   | Kapelle                                          | Putzbau, bezeichnet mit dem Jahr 1815; mit Ausstattung | D-1-71-133-15 | Kapelle                                          |
| Teisinger Straße 2 (Standort) | Bundwerkstadel                                   | Südtrakt des Vierseithofes, dreitennig mit Brettenkopfbügen und Bemalungen, in der östlichen Tenne bezeichnet mit dem Jahr 1857 (ursprünglicher Ostgiebel), wohl um 1880 ostwärts verlängert | D-1-71-133-12 | Bundwerkstadel                                   |
| Vormarktstraße 3 (Standort)   | Bauernhaus des Vierseithofes                     | Wohnstallhaus, verputzter Blockbau mit Flachsatteldach, 1723; Bundwerkstadel, um 1800; Getreidekasten, Blockbau, bezeichnet mit dem Jahr 1558 | D-1-71-133-13 | weitere Bilder                                   |
| Vormarktstraße 12 (Standort)  | Ehemalige Hammerschmiede, jetzt Wohnhaus         | Breitgelagerter zweigeschossiger Putzbau mit Halbwalmdach, 1835 | D-1-71-133-14 | Ehemalige Hammerschmiede, jetzt Wohnhaus         |

### Heiligenstatt
| Lage                       | Objekt                                            | Beschreibung | Akten-Nr.     | Bild                  |
| -------------------------- | ------------------------------------------------- | --- | ------------- | --------------------- |
| Heiligenstatt 2 (Standort) | Katholische Wallfahrtskirche Unschuldige Kindlein | gotische Saalkirche, Tuffquaderbau, Chor 1373 geweiht, Langhaus vor 1451, Veränderungen 1629, Turmoberteil 1635 und 1702, sogenannter Kreuzgang 1724; Grufthalle der Tüßlinger Schlossbesitzer, um Mitte 19. Jahrhundert; Friedhofsummauerung, 18./19. Jahrhundert | D-1-71-133-22 | weitere Bilder        |
| Kirchenweg 4 (Standort)    | Ehemaliges Mesnerhaus                             | Zweigeschossiger Satteldachbau, 18. Jahrhundert | D-1-71-133-24 | Ehemaliges Mesnerhaus |
| Nähe Kirchenweg (Standort) | Kapelle                                           | Barocker Achteckbau mit Zeltdach; mit Ausstattung | D-1-71-133-23 | Kapelle               |

### Mörmoosen
| Lage                                      | Objekt                                                | Beschreibung | Akten-Nr.     | Bild           |
| ----------------------------------------- | ----------------------------------------------------- | --- | ------------- | -------------- |
| Am Kirchberg 1; Am Kirchberg 3 (Standort) | Wohnhaus                                              | mit Flachsatteldach, zwei Lauben und Freitreppe, erbaut 1820; Bundwerkstadel mit Bemalung und Verzierungen, am Ostgiebel bezeichnet mit dem Jahr 1777, über dem Tennentor bezeichnet mit dem Jahr 1837 | D-1-71-133-28 | weitere Bilder |
| Am Kirchberg 13 (Standort)                | Ehemalige Schlosskapelle des Pflegschlosses Mörmoosen | Kleiner Satteldachbau mit Dachreiter, im Kern wohl 14. Jahrhundert, barocker Ausbau im 18. Jahrhundert, Dachreiter 19. Jahrhundert; mit Ausstattung                                                    | D-1-71-133-30 | weitere Bilder |
| Nähe Burgberg (Standort)                  | Stall                                                 | Blockbau-Obergeschoss und Bundwerk, Mitte 19. Jahrhundert | D-1-71-133-40 | BW             |

### Weitere Ortsteile
| Lage                                                    | Objekt                                | Beschreibung | Akten-Nr.     | Bild           |
| ------------------------------------------------------- | ------------------------------------- | --- | ------------- | -------------- |
| Buch Buch 63 (Standort)                                 | Stadel                                | Zugehörig geständerter Bohlen-Bundwerkstadel, wohl Getreidekasten, Anfang 19. Jahrhundert                                                                   | D-1-71-133-17 | BW             |
| Buch Buch 57 (Standort)                                 | Ehemaliges Kleinbauernhaus            | mit Blockbau-Giebel und -kniestock; rückwärts höherer Bohlen-Bundwerkteil, 18. und Mitte 19. Jahrhundert                                                    | D-1-71-133-16 | BW             |
| Burgkirchen am Wald Burgkirchen am Wald 1 (Standort)    | Katholische Pfarrkirche St. Rupertus  | spätgotische zweischiffige Hallenkirche, gegen Mitte 15. Jahrhundert; mit Ausstattung; ehemaliger Karner, mit Krüppelwalmdach, 15. Jahrhundert, im Friedhof | D-1-71-133-18 | weitere Bilder |
| Burgkirchen am Wald Flur Burgkirchen am Wald (Standort) | Wegkapelle, sogenannte Teufelskapelle | wohl frühes 19. Jahrhundert; mit Ausstattung; zwischen Burgkirchen und Waltenberg                                                                           | D-1-71-133-19 | BW             |
| Edelthalham Edelthalham 30 (Standort)                   | Bauernhaus des Vierseithofes          | Zweigeschossiger Flachsatteldachbau mit Kniestock, bezeichnet mit dem Jahr 1861; südlich Stadel mit Bundwerk, Mitte 19. Jahrhundert                         | D-1-71-133-20 | BW             |
| Haid Haid 74 (Standort)                                 | Bauernhaus                            | Wohnstallhaus mit Flachsatteldach und Gitterbundwerk am Heuboden, bezeichnet mit dem Jahr 1841                                                              | D-1-71-133-21 | BW             |
| Kiefering Kiefering 42 (Standort)                       | Wiederaufgestellter Getreidekasten    | Erdgeschossiger Doppelkasten, wohl zweite Hälfte 17. Jahrhundert                                                                                            | D-1-71-133-50 | BW             |
| Kronack In Streitberg (Standort)                        | Wegkapelle                            | Bezeichnet mit dem Jahr 1852; mit Ausstattung | D-1-71-133-27 | BW             |
| Moos Mittermühle 1 (Standort)                           | Gasthof Mittermühle                   | Langgestreckter Bau mit Flachsatteldach und Bundwerkteil nach Osten, zur Straße Vorschussgiebel mit segmentbogigem Aufsatz, zweites Viertel 19. Jahrhundert | D-1-71-133-31 | BW             |
| Moos Nähe Pröbstlmühle (Standort)                       | Hofkapelle der Pröbstlmühle           | Bezeichnet mit dem Jahr 1892; mit Ausstattung | D-1-71-133-32 | BW             |
| Troßmating Troßmating 51 (Standort)                     | Getreidekasten                        | Zweigeschossig, Ende 17. Jahrhundert | D-1-71-133-34 | BW             |
| Waltenberg In Waltenberg (Standort)                     | Stadel mit Blockbauteil               | 18. Jahrhundert; zu Haus Nr. 7 gehörig | D-1-71-133-36 | BW             |

## Ehemalige Baudenkmäler
In diesem Abschnitt sind Objekte aufgeführt, die früher einmal in der Denkmalliste eingetragen waren, jetzt aber nicht mehr. Objekte, die in anderem Zusammenhang – also z. B. als Teil eines Baudenkmals – weiter eingetragen sind, sollen hier nicht aufgeführt werden. Aktennummern in diesem Abschnitt sind ehemalige, jetzt nicht mehr gültige Aktennummern.

| Lage                                            | Objekt       | Beschreibung | Akten-Nr.     | Bild |
| ----------------------------------------------- | ------------ | --- | ------------- | ---- |
| Reichbrandstätt Flur Reichbrandstätt (Standort) | Ziegelstadel | Urtümlich, mit flachem Walmdach über niedrigen Stützen und breiten Doppelkopfbändern, wohl erste Hälfte 17. Jahrhundert | D-1-71-133-33 | BW   |